# Campionats d'Europa de BMX
Els campionats d'Europa de BMX és una competició de BMX que des del 1996 està organitzada per la Unió Europea de Ciclisme. Amb anterioritat ja s'havien disputat diferents campionats europeus de l'especialitat
El format dels campionats ha anat canviat. De 1996 a 2012 es disputava per la suma punts de diferents proves realitzades al llarg de la temporada. A partir de 2013 es realitzen amb la disputa d'una única competició.

## Elit masculí
| Any  | Or                    | Plata                      | Bronze                |
| 1996 | Dale Holmes           | Dylan Clayton              | Mark van Leur         |
| 1997 | Dale Holmes           | Thomas Allier              | Roy van Leur          |
| 1998 | Thomas Allier         | Dylan Clayton              | Florent Boutte        |
| 1999 | Robert de Wilde       | Roy van Leur               | Florent Boutte        |
| 2000 | Robert de Wilde       | Florent Boutte             | Leiv Ove Nordmark     |
| 2001 | Florent Boutte        | Frédéric King              | Ivo Lakučs            |
| 2002 | Florent Boutte        | Ivo Lakučs                 | Lukáš Tamme           |
| 2003 | Ivo Lakučs            | Lukáš Tamme · Medhi Remili |                       |
| 2004 | Thomas Allier         | Michal Prokop              | Leiv Ove Nordmark     |
| 2005 | Thomas Allier         | Ivo Lakučs                 | Florent Boutte        |
| 2006 | Arturs Matisons       | Ivo Lakučs                 | Artis Žentiņš         |
| 2007 | Thomas Allier         | Māris Štrombergs           | Artūrs Matisons       |
| 2008 | Māris Štrombergs      | Ivo Lakučs                 | Thomas Hamon          |
| 2009 | Martijn Scherpen      | Arnaud Dubois              | Roy van den Berg      |
| 2010 | Raymon van der Biezen | Thomas Hamon               | Artūrs Matisons       |
| 2011 | Joris Daudet          | Edzus Treimanis            | Thomas Hamon          |
| 2012 | Edzus Treimanis       | Rihards Veide              | Jordy van der Heijden |
| 2013 | Māris Štrombergs      | Edzus Treimanis            | Quentin Caleyron      |
| 2014 | Māris Štrombergs      | Romain Mayet               | Martijn Jaspers       |
| 2015 | Twan van Gendt        | Niels Bensink              | Quentin Caleyron      |
| 2016 | Raymon van der Biezen | David Graf                 | Sylvain André         |
| 2017 | Joris Daudet          | Twan van Gendt             | Sylvain André         |

## Elit femení
| Any  | Or                     | Plata                  | Bronze             |
| 1996 | Kerstin Munski         | Tina Madsen            | Astrid Delescluse  |
| 1997 | Karien Gubbels         | Natascha Massop        | Kerstin Munski     |
| 1998 | Kerstin Munski         | Karien Gubbels         | Audrey Pichol      |
| 1999 | Ellen Bollansée        | Dagmara Poláková       | Tatjana Schocher   |
| 2000 | Ellen Bollansée        | Karine Chambonneau     | Dagmara Poláková   |
| 2001 | Karine Chambonneau     | Aurélia Don            | Dagmara Poláková   |
| 2002 | Helena Aubry           | Dagmara Poláková       | Jana Horáková      |
| 2003 | Jana Horakova          | Dagmara Poláková       | Elodie Ajinça      |
| 2004 | Willy Kanis            | Jana Horáková          | Lydia Fauré        |
| 2005 | Laëtitia Le Corguillé  | Aneta Hladíková        | Willy Kanis        |
| 2006 | Laëtitia Le Corguillé  | Jana Horáková          | Cécile Lazzarotto  |
| 2007 | Anne-Caroline Chausson | Aneta Hladíková        | Willy Kanis        |
| 2008 | Laëtitia Le Corguillé  | Anne-Caroline Chausson | Magalie Pottier    |
| 2009 | Eva Ailloud            | Laëtitia Le Corguillé  | Manon Valentino    |
| 2010 | Lieke Klaus            | Aneta Hladíková        | Eva Ailloud        |
| 2011 | Manon Valentino        | Magalie Pottier        | Jana Horáková      |
| 2012 | Eva Ailloud            | Jana Horáková          | Aneta Hladikova    |
| 2013 | Manon Valentino        | Vilma Rimšaitė         | Elke Vanhoof       |
| 2014 | Laura Smulders         | Manon Valentino        | Simone Christensen |
| 2015 | Elke Vanhoof           | Simone Christensen     | Laura Smulders     |
| 2016 | Sarah Sailer           | Marine Lacoste         | Sandra Aleksejeva  |
| 2017 | Laura Smulders         | Elke Vanhoof           | Simone Christensen |

## Contrarellotge masculí
| Any  | Or            | Plata        | Bronze     |
| 2016 | Romain Mahieu | Damien Godet | David Graf |

## Contrarellotge femení
| Any  | Or             | Plata            | Bronze               |
| 2016 | Merel Smulders | Bethany Shriever | Yaroslava Bondarenko |